# 塔班航空
塔班航空公司（波斯語：‎，Hevapimaii-ye Taban），正式名称为塔班航空公司，是一家总部位于伊朗德黑兰的航空公司，主要运营基地位于马什哈德。它作为定期承运人经营国际、国内和包机航线。